# NGC 6188
NGC 6188 (другое обозначение — ESO 226-EN19) — эмиссионная и отражательная туманность в созвездии Жертвенника.
Этот объект входит в число перечисленных в оригинальной редакции «Нового общего каталога».